# Катерини
Катерини (грч. Κατερίνη []), познат и као Катарина, је град и седиште округа Пијерија, на југозападу периферије Средишња Македонија у близини обале Егејског мора. Катерини је један од највећих градова грчке Македоније.

## Име града
Град је добио име по светици Катарини Александријској из 4. века. Град је добио ово име по свом оснивању после 1912. године, када је ово подручје припало Грчкој.

## Положај
Катерини се налази на најважнијем путу у Грчкој, ауто-путу Солун—Атина. Град се сместио у приморској равници (тзв. „Олимпијска обала”) испод планине Олимп. Катерини је удаљен неколико километара од мора на надморској висини од 35 метара. Оближње море је Солунски залив Егејског мора, где се налазе мања градска предграђа и популарна летовалишта (Паралија, Коринос). Планина Олимп је близу града, тако да се већ на 20 километара налазе најближа планинска излетишта.

## Становништво
Катерини је 1913. године имао 7.393 становника. У граду су живели Грци, Аромуни и Турци. Након Балканских ратова део турског становништва се иселио, тако је 1920. било 6.540 житеља. После 1923. године преостало турско становништво је принудно исељено у Турску а на њихово место је насељено 4.263 грчких избеглица. На попису из 1928. године Катерини су имали 10.138 становника.
У последња четири пописа кретање становништва било је следеће:
| 1981.  | 1991.  | 2011.  | 2021.  |
| ------ | ------ | ------ | ------ |
| 38.404 | 43.613 | 55.997 | 56.961 |

## Познате личности
- Александрос Циолис, грчки фудбалер
- Киријакос Пападопулос, грчки фудбалер

## Партнерски градови
- Чачак
- Мосбург
- Мајнтал
- Сургут
- Браила